# Limba lituaniană
Limba lituaniană (în lituaniană lietuvių kalba [lʲiət̪ˈuvʲuː kɐɫ̪ˈbɐ]) este o limbă vorbită majoritar în Lituania și în părți ale Kaliningradului și ale Poloniei. Este o limbă baltică de est din ramura baltică a limbilor indo-europene. Este limba oficială a Lituaniei și una dintre limbile oficiale ale UE. Sunt aproximativ 2,8 milioane de vorbitori nativi în Lituania și aproximativ 1 milion de vorbitori în alte părți ale lumii. Aproximativ o jumătate de milion de locuitori ai Lituaniei de origine non-lituaniană o vorbesc zilnic ca a doua limbă.
Limba lituaniană este strâns legată de limba letonă, deși cele două nu sunt inteligibile între ele. Limba lituaniană este scrisă în alfabetul latin. În anumite privințe, unii lingviști o consideră cea mai conservatoare dintre limbile indo-europene existente, păstrând trăsături ale proto-indo-europenei care au dispărut în urma evoluției din alte limbi descendente.

## Istoric
Dintre limbile indo-europene, lituaniana este conservatoare în ceea ce privește gramatica și fonologia sa, păstrând caracteristici arhaice care se mai regăsesc doar în limbi vechi precum sanscrita (în special forma sa timpurie, sanscrita vedică) sau greaca veche. Astfel, lituaniana este o sursă importantă pentru reconstrucția limbii proto-indo-europene, în ciuda atestării sale târzii (primele texte datează doar din jurul anului 1500 d.Hr., în timp ce greaca veche a fost scrisă pentru prima dată cu aproximativ trei mii de ani mai devreme, în jurul anului 1450 î.Hr.).

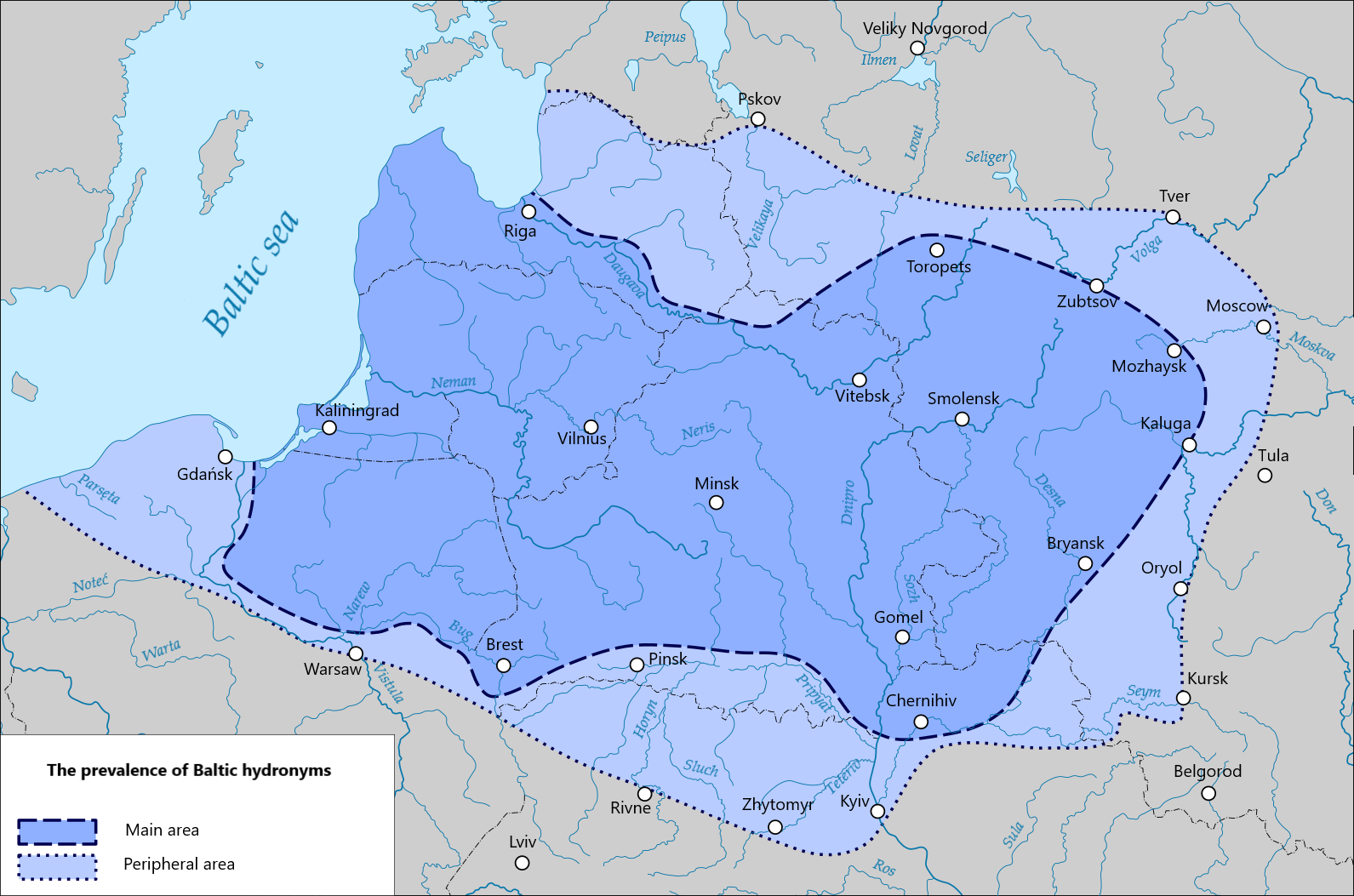
Hartă a prevalenței hidronimelor de origine baltică

Conform hidronimelor de origine baltică, limbile baltice erau vorbite într-o zonă extinsă la est de Marea Baltică, iar în jurul anului 1000 î.Hr. aceasta erau formate din două unități lingvistice: de vest și de est. Conform cercetărilor glotocronologice, limbile baltice orientale s-au despărțit de cele baltice occidentale între c. 400 î.Hr. și c. 600 î.Hr. Geograful grec Ptolemeu scrisese deja despre două triburi/națiuni baltice, Galindai (Γαλίνδαι) și Sudinoi (Σουδινοί), în secolul al II-lea d.Hr. Lituaniana provine din subgrupul baltic de est și a rămas aproape neschimbată până în c. 1 d.Hr., însă în c. 500 d.Hr., limba părții de nord a popoarelor baltice de est a fost influențată de limbile finice, ceea ce a dus la apariția unor modificări ale limbii popoarelor baltice de sud (latgaliana, care s-a transformat în letonă, și curoniana, semigaliana și selonana, dispărute). Limba popoarelor baltice de sud a fost mai puțin influențată de acest proces și și-a păstrat multe dintre caracteristicile sale mai vechi, care formează astăzi lituaniana.

## Fonologie

### Consoane
|           |          | Labiale | Labiale | Dentale | Dentale | Alveolare | Alveolare | Palatale | Velare | Velare |
| tare      | moale    | tare    | moale   | tare    | moale   | tare      | moale     | Palatale |        |        |
| --------- | -------- | ------- | ------- | ------- | ------- | --------- | --------- | -------- | ------ | ------ |
| Nazale    | Nazale   | [m]     | [mʲ]    | [n̪]     | [n̪ʲ]    |           |           |          |        |        |
| Oclusive  | surdă    | [p]     | [pʲ]    | [t̪]     | [t̪ʲ]    |           |           |          | [k]    | [kʲ]   |
| Oclusive  | sonoră   | [b]     | [bʲ]    | [d̪]     | [d̪ʲ]    |           |           |          | [ɡ]    | [ɡʲ]   |
| Africate  | surdă    |         |         | [t̪͡s̪]    | [t̪͡s̪ʲ]   | [t͡ʃ]      | [t͡ɕ]      |          |        |        |
| Africate  | sonoră   |         |         | [d̪͡z̪]    | [d̪͡z̪ʲ]   | [d͡ʒ]      | [d͡ʑ]      |          |        |        |
| Fricative | surdă    | ([f])   | ([fʲ])  | [s̪]     | [s̪ʲ]    | [ʃ]       | [ɕ]       |          | ([x])  | ([xʲ]) |
| Fricative | sonoră   | [v]     | [vʲ]    | [z̪]     | [z̪ʲ]    | [ʒ]       | [ʑ]       | [j]      | ([ɣ])  | ([ɣʲ]) |
| Sonante   | Sonante  | [v]     | [vʲ]    | [ɫ̪]     |         |           | [lʲ]      | [j]      |        |        |
| Vibrante  | Vibrante |         |         |         |         | [r]       | [rʲ]      |          |        |        |

### Vocale
|          | Anterioare | Anterioare | Centrale | Centrale  | Posterioare | Posterioare |
| -------- | ---------- | ---------- | -------- | --------- | ----------- | ----------- |
| Închise  | [iː]       | [ɪ]        |          |           | [ʊ]         | [uː]        |
| Mijlocii | [eː]       | [ɛ], ([e]) |          |           | ([ɔ])       | [oː]        |
| Deschise | [æː]       |            | [ɐ]      | [ä], [aː] |             |             |

## Alfabet
Lituaniana folosește alfabetul latin completat cu diacritice. În total se folosesc 32 de litere. În ordinea de colaționare, y urmează imediat după į (numit i nosinė), deoarece atât y, cât și į reprezintă aceeași vocală lungă [iː]:
| Litere mari (majuscule) | Litere mari (majuscule) | Litere mari (majuscule) | Litere mari (majuscule) | Litere mari (majuscule) | Litere mari (majuscule) | Litere mari (majuscule) | Litere mari (majuscule) | Litere mari (majuscule) | Litere mari (majuscule) | Litere mari (majuscule) | Litere mari (majuscule) | Litere mari (majuscule) | Litere mari (majuscule) | Litere mari (majuscule) | Litere mari (majuscule) | Litere mari (majuscule) | Litere mari (majuscule) | Litere mari (majuscule) | Litere mari (majuscule) | Litere mari (majuscule) | Litere mari (majuscule) | Litere mari (majuscule) | Litere mari (majuscule) | Litere mari (majuscule) | Litere mari (majuscule) | Litere mari (majuscule) | Litere mari (majuscule) | Litere mari (majuscule) | Litere mari (majuscule) | Litere mari (majuscule) | Litere mari (majuscule) |
| ----------------------- | ----------------------- | ----------------------- | ----------------------- | ----------------------- | ----------------------- | ----------------------- | ----------------------- | ----------------------- | ----------------------- | ----------------------- | ----------------------- | ----------------------- | ----------------------- | ----------------------- | ----------------------- | ----------------------- | ----------------------- | ----------------------- | ----------------------- | ----------------------- | ----------------------- | ----------------------- | ----------------------- | ----------------------- | ----------------------- | ----------------------- | ----------------------- | ----------------------- | ----------------------- | ----------------------- | ----------------------- |
| A                       | Ą                       | B                       | C                       | Č                       | D                       | E                       | Ę                       | Ė                       | F                       | G                       | H                       | I                       | Į                       | Y                       | J                       | K                       | L                       | M                       | N                       | O                       | P                       | R                       | S                       | Š                       | T                       | U                       | Ų                       | Ū                       | V                       | Z                       | Ž                       |
| Litere mici             |                         |                         |                         |                         |                         |                         |                         |                         |                         |                         |                         |                         |                         |                         |                         |                         |                         |                         |                         |                         |                         |                         |                         |                         |                         |                         |                         |                         |                         |                         |                         |
| a                       | ą                       | b                       | c                       | č                       | d                       | e                       | ę                       | ė                       | f                       | g                       | h                       | i                       | į                       | y                       | j                       | k                       | l                       | m                       | n                       | o                       | p                       | r                       | s                       | š                       | t                       | u                       | ų                       | ū                       | v                       | z                       | ž                       |

Corespondența dintre grafeme și valoarea lor în Alfabetul Fonetic Internațional este următoarea:
| Literă | AFI |
| ------ | --- |
| a      | [ɐ], [äː] |
| ą      | [äː] |
| b      | [b] |
| c      | [t̪͡s̪] |
| č      | [t͡ʃ] |
| d      | [d̪] |
| e      | [ʲɛ], [ʲɛː], [ʲæ:] |
| ę      | [ʲɛː], [ʲæ:] |
| ė      | [ʲe:] |
| f      | [f] |
| g      | [g] |
| h      | [ɣ] |
| i      | [ʲɪ], [ʲ] între o consoană și una dintre aceste vocale: a, ą, o, u, ų, ū. de exemplu: smėlio [ˈsʲmʲeːlʲoː] 'nisipului' |
| į      | [ʲiː] |
| y      | [ʲiː] |
| j      | [j] |
| k      | [k] |
| l      | [ɫ], [lʲ] |
| m      | [m] |
| n      | [n̪] |
| o      | [ɔ], [o:] |
| p      | [p] |
| r      | [r] |
| s      | [s̪] |
| š      | [ʃ] |
| t      | [t̪] |
| u      | [u] |
| ų      | [uː] |
| ū      | [u:] |
| v      | [v] |
| z      | [z̪] |
| ž      | [ʒ] |

În plus, următoarele digrame sunt utilizate, dar sunt tratate ca secvențe de două litere în scopul colaționării. Digraful ⟨ch⟩ reprezintă un singur sunet, fricativa velară [x], în timp ce ⟨dz⟩ și ⟨dž⟩ se pronunță ca combinații directe ale literelor (sunetelor) care le compun: dz – [dz] (dzė), dž – [dʒ] (džė), ch – [x] (cha).
Litera lituaniană distinctivă Ė a fost folosită pentru prima dată în Grammatica Litvanica a lui Daniel Klein și s-a impus ferm în lituaniană de atunci. Cu toate acestea, lingvistul August Schleicher a folosit Ë (cu două puncte deasupra sa) în loc de Ė pentru a exprima același lucru. În Grammatica Litvanica Klein a stabilit, de asemenea, litera W pentru marcarea sunetului [v], a cărei utilizare a fost ulterior abolită în lituaniană (a fost înlocuită cu V, în special de autorii ziarului Varpas). Utilizarea literei V în locul literei W a crescut în special de la începutul secolului al XX-lea, probabil influențată considerabil de presa și școlile lituaniene. Folosirea lui V în loc de W a crescut în mod special la începutul secolului al XX-lea, probabil influențat de presa și școlile lituaniene.
Sistemul de scriere lituanian este în mare parte fonemic, adică o literă corespunde de obicei unui singur fonem (sunet). Există câteva excepții: de exemplu, litera i reprezintă fie vocala [ɪ], ca în englezescul sit, fie este mută și indică doar că consoana precedentă este palatalizată. Acesta este în mare parte cazul când i apare după o consoană și este urmată de o vocală posterioară sau o vocală centrală, cu excepția unor cuvinte împrumutate (de exemplu, prima consoană din lūpa [ˈɫûːpɐ], „buză”, este un aproximant lateral dental velarizat; pe de altă parte, prima consoană din liūtas [ˈlʲuːt̪ɐs̪], „leu”, este o consoană aproximantă laterală alveolară palatalizată; ambele consoane sunt urmate de aceeași vocală, [uː], o vocală lungă, și niciun [ɪ] nu se pronunță în liūtas).
Din cauza influenței poloneze, alfabetul lituanian a inclus sz, cz și litera poloneză Ł pentru primul sunet din cuvântul łupa și litera L obișnuită (fără un i următor) din cuvântul lutas. În timpul Renașterii Naționale Lituaniene din secolul al XIX-lea, litera poloneză Ł a fost eliminată, iar digrafele sz și cz (care sunt de asemenea comune în ortografia poloneză) au fost înlocuite cu š și č din ortografia cehă, deoarece erau formal mai scurte. Cu toate acestea, un alt argument pentru eliminarea sz și cz a fost dorința de a distinge limba lituaniană de poloneză. Noile litere š și č au fost utilizate cu precauție în publicațiile destinate cititorilor mai educați (de exemplu, Varpas, Tėvynės sargas, Ūkininkas), însă sz și cz au continuat să fie folosite în publicațiile destinate cititorilor mai puțin educați, deoarece au provocat tensiuni în societate și au prevalat abia după 1906.
De asemenea, lituanienii au adoptat litera ž de la cehi.
Vocalele nazale ą și ę au fost preluate din ortografia poloneză și au început să fie utilizate de scriitorii lituanieni din perioada Renașterii, iar mai târziu lituanienii au introdus vocalele nazale į și ų ca analogii. Litera ū este cea mai recentă adăugare, introdusă de lingvistul Jonas Jablonskis.
Macronul (diacritica de deasupra literei ū), ogonekul (diacritica de sub literele ą, ę, į și ų), punctul (pe ė) și litera y (în loc de i) sunt folosite din motive gramaticale și istorice și indică întotdeauna lungimea vocalică în lituaniana standard modernă. Accentul ascuțit, accentul grav și tilda sunt folosite pentru a marca accentul de înălțime. Totuși, aceste accente nu sunt în general notate, cu excepția dicționarelor, gramaticilor și în situațiile în care sunt necesare pentru claritate, de exemplu pentru a deosebi omonimele sau pentru a marca forme dialectale.

## Gramatică
Prima gramatică prescriptivă tipărită a limbii lituaniene – Grammatica Litvanica – a fost comandată de Ducele Prusiei, Friedrich Wilhelm, pentru a fi folosită în parohiile vorbitoare de lituaniană din Prusia Răsăriteană. A fost scrisă în limba latină de Daniel Klein și publicată de Johann Reusner în anul 1653 la Königsberg, în Ducatul Prusiei.
În jurul anului 1643, Christophorus Sapphun a scris gramatica lituaniană Compendium Grammaticae Lithvanicae, puțin mai devreme decât Klein, însă varianta editată a gramaticii lui Sapphun a fost publicată abia în 1673 de către Theophylus Gottlieb Schultz.
În Compendium Grammaticae Lithvanicae, majoritatea exemplelor oferite sunt cu terminații lituaniene (de exemplu, numele Jonas = Jonas, Jonuttis = Jonutis etc.), ceea ce permite evidențierea tendinței de a transcrie terminațiile cuvintelor în scrierile vechi lituaniene.
Lucrarea Universitas lingvarum Litvaniae, publicată la Vilnius în 1737, este cea mai veche gramatică a limbii lituaniene păstrată, tipărită pe teritoriul Marelui Ducat al Lituaniei.
Primul compendiu științific al limbii lituaniene a fost publicat în limba germană în 1856/57 de către August Schleicher, profesor la Universitatea Carolină din Praga. În această lucrare, el descrie lituaniana prusacă, care mai târziu a devenit „scheletul” limbii lituaniene moderne (după cum a afirmat Kazimieras Būga). Schleicher susținea că limba lituaniană poate concura cu limba greacă și cu latina veche în ceea ce privește perfecțiunea formelor gramaticale.

### Declinări
Lituaniana este o limbă puternic flexionară. În lituaniană, există două genuri gramaticale pentru substantive (masculin și feminin) și trei genuri pentru adjective, pronume, numerale și participii (masculin, feminin și neutru). Fiecare atribut trebuie să fie acordat în gen și număr cu substantivul pe care îl determină. Formele neutre ale celorlalte părți de vorbire se folosesc atunci când subiectul are un gen nedefinit (un pronume, un infinitiv etc.).
Există douăsprezece declinări de substantive și cinci declinări de adjective, precum și o declinare pentru participii (masculin și feminin).
Substantivele și celelalte părți de vorbire cu morfologie nominală se declină în șapte cazuri gramaticale: nominativ, genitiv, dativ, acuzativ, instrumental, locativ (inesiv) și vocativ. În textele lituaniene mai vechi, se întâlnesc și trei varietăți suplimentare ale cazului locativ: ilativ, adesiv și alativ. Dintre acestea, cel mai frecvent este ilativul, care este încă folosit, în special în limba vorbită, și alativul, care se păstrează în limba standard în unele expresii idiomatice. Adesivul este aproape dispărut. Aceste cazuri suplimentare sunt probabil rezultatul influenței limbilor uralice, cu care limbile baltice au fost în contact timp îndelungat (limbile uralice posedă o varietate mare de cazuri nominale, dintre care multe sunt cazuri locative specializate).
În termeni practici, sistemul bogat de flexiuni face ca ordinea cuvintelor să aibă o semnificație diferită față de limbile mai analitice, cum ar fi engleza. Expresia engleză „a car is coming” se traduce prin „atvažiuoja automobilis” (cu tema propoziției plasată prima), în timp ce „the car is coming” se traduce prin „automobilis atvažiuoja” (tot tema este prima, dar se produce o inversare a ordinii obișnuite a cuvintelor).
Lituaniana are, de asemenea, un sistem foarte bogat de derivare a cuvintelor și o gamă largă de sufixe diminutivale.

### Verbe
Morfologia verbală a limbii lituaniene prezintă o serie de inovații: pierderea pasivului sintetic (reconstituit pe baza altor limbi indo-europene arhaice, precum greaca și latina), perfectului sintetic (format prin reduplicare) și aoristului; formarea modurilor conjunctiv și imperativ cu ajutorul unor sufixe urmate de flexiuni, spre deosebire de utilizarea exclusivă a flexiunilor în, de exemplu, greaca veche; pierderea modului optativ; contopirea și dispariția desinențelor -t- și -nt- pentru persoana a III-a singular, respectiv plural (acest fenomen apare și în letonă și prusaca veche, ceea ce ar putea indica o trăsătură comună a tuturor limbilor baltice).
Pe de altă parte, morfologia verbală lituaniană păstrează o serie de trăsături arhaice absente din majoritatea limbilor indo-europene moderne (dar comune cu letona). Printre acestea se numără forma sintetică a timpului viitor, obținută cu ajutorul sufixului -s-, și existența a trei forme principale ale verbului, cu radicalul prezent format prin infixele -n- și -st-.
Există trei conjugări verbale. Verbul būti este singurul verb auxiliar din limbă. Împreună cu participiile, acesta este folosit pentru a forma zeci de timpuri compuse.
În diateza activă, fiecare verb poate fi flexionat pentru oricare dintre următoarele moduri verbale:
1. Indicativ
2. Indirect
3. Imperativ
4. Conjunctiv/condițional

În modurile indicativ și indirect, toate verbele pot avea unsprezece timpuri gramaticale:
1. simple:
  1. prezent (ex. nešu – „(eu) car”)
  2. perfect simplu (nešiau)
  3. imperfect iterativ (nešdavau)
  4. viitor (nešiu)
2. compuse:
  1. perfectul compus (esu nešęs), mai mult ca perfectul (buvau nešęs), imperfectul iterativ compus (būdavau nešęs), viitorul anterior (būsiu nešęs)
  2. trecutul inceptiv (buvau benešąs), trecutul iterativ inceptiv (būdavau benešąs), viitorul inceptiv (būsiu benešąs)

Modul indirect, utilizat doar în narațiunile scrise, are aceleași timpuri, corespunzând participiului activ la nominativ; de exemplu, timpul trecut al modului indirect ar fi nešęs, în timp ce trecutul iterativ inceptiv ar fi būdavęs benešąs. Deoarece este o formă nominală, acest mod nu se conjugă, dar trebuie să corespundă în gen și număr cu subiectul propoziției.
Modul conjunctiv (sau condițional) și imperativul au câte trei timpuri.
- Conjunctiv: prezent (neščiau), trecut (būčiau nešęs), inceptiv (būčiau benešąs).
- Imperativ: prezent (nešk), perfect (būk nešęs), inceptiv (būk benešąs).

Infinitivul are o singură formă: nešti. Aceste forme, cu excepția infinitivului și a modului indirect, sunt conjugabile, având două persoane la singular, două la plural, iar forma de persoana a III-a este comună pentru singular și plural.
În diateza pasivă, numărul de forme nu este la fel de bogat ca în diateza activă. În lituaniană există două tipuri de diateză pasivă: participiul de prezent (tip I) și participiul de perfect (tip II) (în exemplele de mai jos, tipurile I și II sunt separate printr-o bară oblică). Ambele au aceleași moduri și timpuri:
1. Indicativ: prezent (esu nešamas/neštas), perfect simplu (buvau nešamas/neštas), imperfect iterativ (būdavau nešamas/neštas), viitor (būsiu nešamas/neštas)
2. Indirect: prezent (esąs nešamas/neštas), perfect simplu (buvęs nešamas/neštas), imperfect iterativ (būdavęs nešamas/neštas), viitor (būsiąs nešamas/neštas)
3. Imperativ: prezent (doar tip I: būk nešamas), perfect (doar tip II: būk neštas)
4. Conjunctiv/condițional: prezent (doar tip I: būčiau nešamas), trecut (doar tip II: būčiau neštas)

Lituaniana are cel mai bogat sistem de participii dintre toate limbile indo-europene, având participii derivate din toate timpurile simple, cu forme distincte pentru diateza activă și cea pasivă, precum și două forme de gerunziu.